# Kiparstvo u 1941.
◄◄ | ◄ | 1938. | 1939. | 1940. | 1941.  | 1942. | 1943. | 1944. | ► | ►►
Arhitektura • Astronautika • Astronomija • Biologija • Film • Fotografija • Glazba • Kazalište • Kemija • Kiparstvo • Knjige • Književnost • Kršćanstvo • Meteorologija • Medicina • Planinarstvo • Politika • Pravo • Promet • Slikarstvo • Strip • Šport • Televizija • Znanost • Zrakoplovstvo • Željeznički promet
Kiparstvo u 1941.

## Hrvatska i u Hrvata

### Rođenja
- Ratko Petrić, hrvatski kipar († 2010.)

## Vanjske poveznice
|  | Zajednički poslužitelj ima još gradiva o temi Skulpture iz 1941. |